# Díode d'allau
Un díode d'allau, és un díode semiconductor dissenyat especialment per a treballar en inversa. En estos díodes, poc dopats, quan la tensió en polarització inversa abasta el valor de la tensió de ruptura, els electrons que han botat a la banda de conducció per efecte de la temperatura s'acceleren a causa del camp elèctric incrementant la seua energia cinètica, de forma que al col·lidir amb electrons de valència els alliberen; estos al seu torn, s'acceleren i col·lidixen amb altres electrons de valència alliberant-los també, produint-se una allau d'electrons l'efecte del qual és incrementar el corrent conduït pel díode sense a penes increment de la tensió.
L'aplicació típica d'estos díodes és la protecció de circuits electrònics contra sobretensions. El díode es connecta en inversa a terra, de manera que mentre la tensió es mantinga per davall de la tensió de ruptura només serà travessat pel corrent invers de saturació, molt menut, per la qual cosa la interferència amb la resta del circuit serà mínima; a efectes pràctics, és com si el díode no existira. En incrementar-se la tensió del circuit per damunt del valor de ruptura, el díode comença a conduir desviant l'excés de corrent a terra evitant danys en els components del circuit.